# Židé ve Slovinsku
Židé ve Slovinsku se na tomto území podle archeologických průzkumů nacházejí od dob Římského impéria. Po 2. světové válce část Židů emigrovala do Izraele a této emigraci (alija) přispěly i jugoslávsko-izraelské vztahy (Slovinsko bylo součástí soustátí Jugoslávie). Tradiční Židé ve Slovinsku náleží k aškenázské větvi, nicméně jsou zde i příslušníci sefardské větve (vzhledem k promíchání obyvatelstva po rozpadu Jugoslávie a po občanské válce). Po občanské válce Slovinci znovu vybudovali v roce 1991 židovské komunitní centrum. Tato rekonstrukce přispěla k tomu, že se Židé žijící na tomto území znovu začali označovat za slovinské Židy. V roce 2003 byla v Lublani otevřena nová synagoga. Do tohoto okamžiku byla Lublaň jediné hlavní město Evropy bez synagogy. Odhady slovinské židovské obce (Judovska Skupnost Slovenije) jsou, že se na území dnešního Slovinska nachází zhruba 1000 osob židovského vyznání.